# Darija Safonova
Darija Safonova, född den 20 mars 1981 är en rysk friidrottare som tävlar i kortdistanslöpning.
Safonovas första internationella mästerskapsstart var vid EM-inomhus 2009 där hon blev bronsmedaljör på tiden 51,85.

## Personligt rekord
- 400 meter - 51,64